# Hacienda de Corralejo
La Hacienda de Corralejo es una antigua hacienda ubicada al noreste de la ciudad de Pénjamo, en el estado mexicano de Guanajuato, localizada a 10 minutos de la Estación del ferrocarril de Corralejo. Existe la confusión común entre la localidad de Estación Corralejo, lugar donde se encuentra una construcción tipo casa grande de hacienda, donde se encuentra una tequilera de fama internacional; y la exhacienda de Corralejo, pues si bien ambos lugares son Corralejo y pertenecieron al territorio de la antigua hacienda, actualmente son localidades diferentes, que conforman la ruta turística de Corralejo. La confusión radica en la falsa idea de que en la casona de la tequilera en Estación Corralejo es el lugar del nacimiento de Miguel Hidalgo, cuando su lugar de nacimiento fue la Casa Grande de la Hacienda que se ubicó en la Hacienda de Corralejo. Ahí solo subsisten los cimientos y el frontón de la casa de Hidalgo, considerados monumentos nacionales.
Esta localidad está incluida en la ruta 2010, año en el que se cumple el Bicentenario de la Independencia de México y el Centenario de la Revolución Mexicana.

## Historia
La Hacienda Corralejo fue fundada en 1566 por Don Alonso de Angulo y Montesino. El suceso más importante de la historia de esta hacienda, de Pénjamo es el nacimiento de Don Miguel Hidalgo y Costilla en 1753. Sus padres, Ana María Gallaga y Cristóbal Hidalgo, contrajeron nupcias en la Parroquia principal de Ciudad de Pénjamo, dedicada a San Francisco de Asís. El padre de Hidalgo fungió como administrador de la Hacienda de Corralejo, por lo que Hidalgo formaba parte de una familia adinerada.

## Turismo
- El casco de la Hacienda cuenta con “El Museo del Vino y la Botella”, el cual por su gran variedad de bebidas alcohólicas es el más grande de México. Comprende alrededor de 3,000 botellas y el 99 % conserva su bebida original.
- El colosal monumento, así como la asta monumental que se encuentran en la explanada frente a lo que fuera la casona de la hacienda donde vivió Hidalgo junto a su familia es un excelente sitio para conocer, así también como la capilla estilo barroco que se encuentra a un costado y de fondo la espectacular Sierra de Pénjamo. Existen locales de comida en el lugar.
- Existe otro gran monumento a la entrada de la carretera que conduce a Corralejo en la intersección que hace con la carretera federal 90, donde se encuentra Hidalgo sosteniendo el estandarte de la Virgen de Guadalupe, iniciando la Independencia.
- A un costado del monumento antes mencionado se localiza una empresa vidriera donde se elaboran las famosas botellas de la conocida tequilera ubicada en el sitio, donde se encuentra una tienda de recuerdos.
- Bodegón de la Dulce Vita, compuesto por impresionantes bodegones con cúpulas, detalles finamente tallados en cantera y en el lugar se aprecia la fabricación y degustación de dulces típicos, tequilas, vinos y perfumes. Este sitio forma parte del complejo Corralejo inaugurado en el 2010 el 8 de mayo, en honor del natalicio de Miguel Hidalgo y Costilla, en el marco del Bicentenario de la Independencia.
- El Castillo del Tiempo, es un enorme palacete aún costado del bodegón de la Dulce Vita, donde se puede entrar y recorrer sus espectaculares instalaciones, todas adornadas con relojes de todo tipo y tiempos.La Hacienda de Corralejo en Pénjamo.

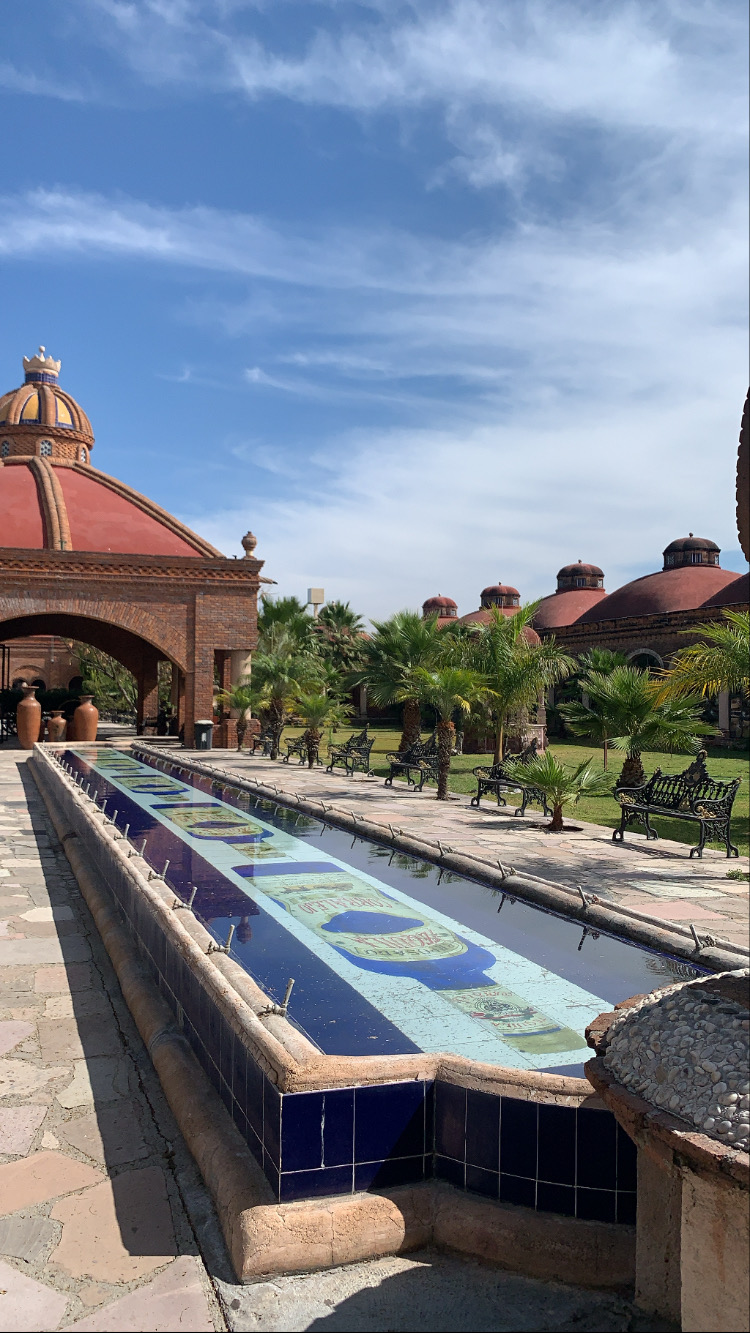
La Hacienda de Corralejo en Pénjamo.

- CAV o Centro de Atención a Visitantes lugar donde se localiza el Museo Niño Hidalgo, salas de exposición y galerías de artesanías guanajuatenses. Igualmente, dentro del complejo se encuentra una zona de comida atendido por las cocineras tradicionales de Pénjamo.

## Actualidad

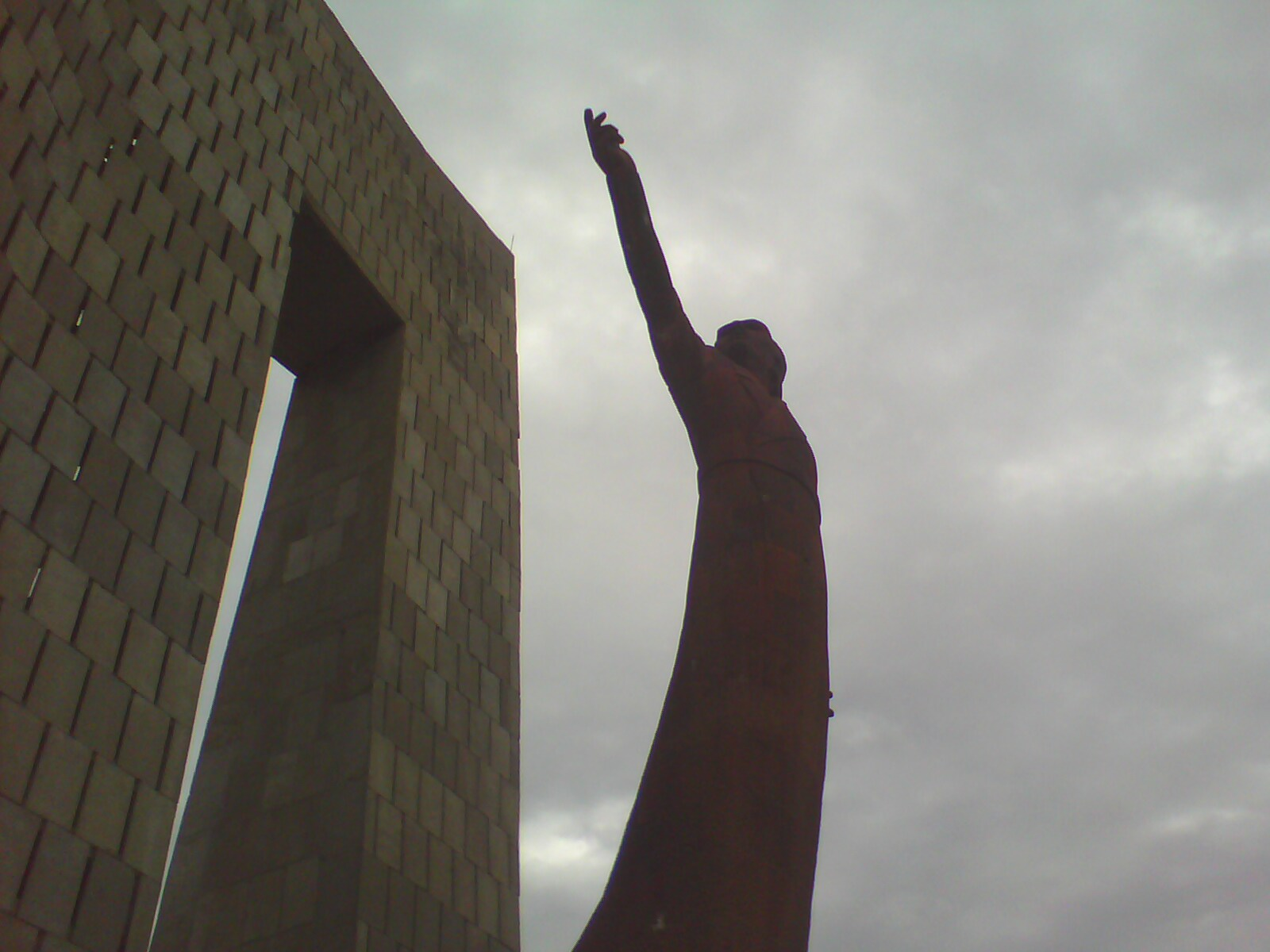
El Monumento a Hidalgo en Corralejo, Pénjamo.

Existe el Parador Turístico Corralejo de Hidalgo con el Museo de Sitio sobre Hidalgo, venta de productos artesanales y comida regional.

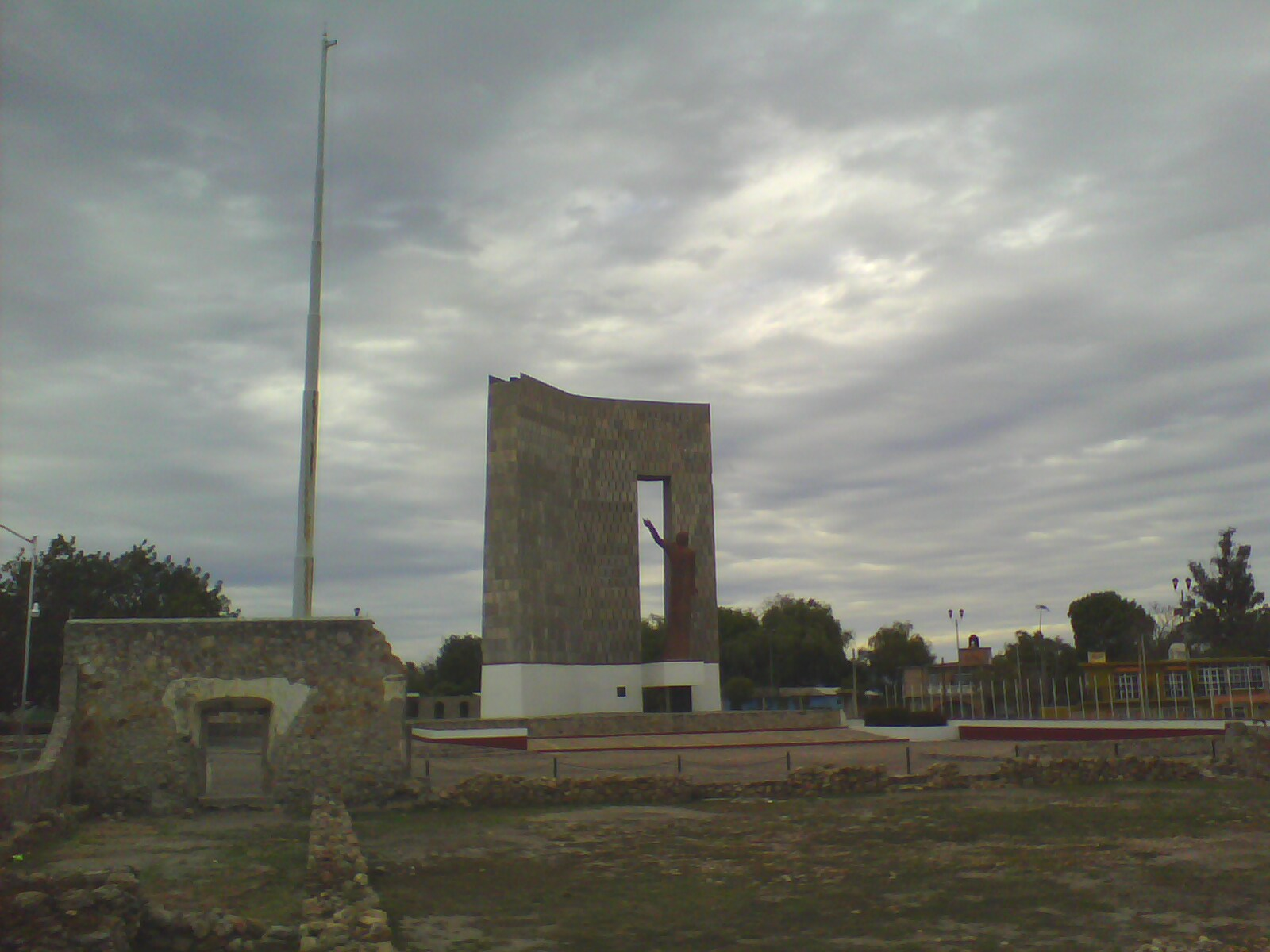
Monumentos Nacionales en Corralejo Hidalgo.